# 吉田朱里
吉田朱里（日语：／ Yoshida Akari */?，1996年8月16日—）是日本女藝人、YouTuber，為女子偶像團體NMB48 Team N前成員，大阪府出身，所屬經紀公司為吉本興業。曾是时尚杂志《Ray》专属模特兒。2010年以NMB48一期生出道。2020年12月21日自NMB48畢業。

## 經歷
2010年9月20日，吉田報名參加「NMB48一期生徵選會」並合格。10月9日，吉田於AKB48的野外演唱會「東京秋祭」中和其他的26名合格者首次登場，以NMB48成員身分正式出道。 10月17日，與其他NMB48成员參與了於神戶國際會館舉辦的SKE48演唱會「这汗量不是闹着玩的」的最終日演出，並且和SKE48的成員們一同演唱了《馬路須加學園頂尖藍調》。12月18日，在大阪巨蛋舉辦的AKB48《Beginner》全國握手會活動中，以NMB48第1期研究生25名成員之一的身分進行了驚喜突擊現場演出，並演唱了歌曲《好想見你》。
2011年1月1日，大阪市難波的NMB48劇場正式落成，NMB48 1期生「為了誰」公演開始，吉田以選拔成員16人之中的一人的身分劇場出道。3月10日，Team N正式組成，並在NMB48第1期研究生25名之中選出了16名做為N組成員，而吉田亦是其中一員。6月18日，吉田与山本彩、渡邊美優紀、山田菜菜、小笠原茉由與近藤里奈參与在台湾举办的第22屆金曲獎演出，此次是由AKB48的5名、SKE48的5名及NMB48的6名成員所組成的特別隊伍，成功的在海外進行首次演出。9月4日，吉田在官方网站表示暂时停止NMB48的活动也辞退了NMB48第2张单曲的选拔。
2012年2月15日，官方表示将以由粉丝投票的方式来决定吉田是否回归，并于1月15日至21日开放给粉丝投票。之后，在同月的24日公开成绩，结果是共有超过9成的赞数支持吉田回去NMB48。2月23日，吉田正式回歸NMB48的活動。
2013年6月6日，於「AKB48第32張單曲選拔總選舉」中，以14,684票獲得第50名，為Future Girls的一員，同時是首次進入圈內。
2014年2月24日，於DiverCity東京舉辦的「AKB48集團大組閣祭」中，宣布留任Team N。
6月7日，於「AKB48第37張單曲選拔總選舉」中，以10,982票獲得第72名，成為Upcoming Girls的一員。
2015年6月6日，於「AKB48第41张单曲选拔总选举」中，以14,933票獲得第64名，成為Future Girls的一員。
由於越来越多有实力的后辈们的加入，吉田曾经一度认为自己是时候从NMB48毕业了，但在那时突然发现自己在Twitter上偶尔发布的化妆影片视乎很受欢迎，并有了在网上发布自己的化妆影片的念头。2016年2月2日，吉田开始在YouTube上发布影片，宣布自己兼任成为一名YouTuber。6月18日，於「AKB48第45張單曲選拔總選舉」中，以13,512票拿下第77名，成為Upcoming Girls的一員。虽然在总选举的成绩并不是特别理想，但吉田在第67回NHK紅白歌合战中的「夢之紅白選拔」中取得第6位。而吉田在YouTube中所开设的频道，也因为经常发表自己的女子力想法，建立自己的立场，逐渐开始吸引了女性粉丝。10月18日，在神戶世界紀念館舉辦的「NMB48 6th Anniversary LIVE」的「大組閣」中，宣布所屬隊伍轉移至Team M，而这一新体制在隔年的1月1日开始执行。
2017年3月15日發行的AKB48第47张单曲《Shoot Sign》，首次成為AKB48單曲选拔成员。6月17日，於「AKB48第49張單曲選拔總選舉」中，以大幅度上升的成绩拿下了第16名，第一次成為總選舉的單曲選拔成員。7月18日，发行首本个人化妆书籍《NMB48 吉田朱里ビューティーフォトブックIDOL MAKE BIBLE@アカリン》。10月，擔任美瞳品牌「eye closet」的形象模特兒。
2018年1月16日，宣布成为杂志《Ray》的专属模特儿。3月2日，發行第二本個人化妝書籍《NMB48 吉田朱里ビューティーフォトブック IDOL MAKE BIBLE@アカリン》。2018年6月16日，於「AKB48第53张单曲世界选拔总选举」中，以46,837票獲得第14名。7月，吉田被任命爲2019年將在大阪舉行的G20領導人峰會的圖案審查委員。10月，擔任脫毛沙龍品牌「Interlace STLASSH」形象模特兒。12月，她推出的第三本美妝寫真書所附的贈品「水潤嘟嘟染唇膏」（うるぷるティントリップ）在10多歲至20多歲的女性之間以口耳相傳的方式廣為流行，並收到大量期待商品化的留言與回饋。
2019年3月1日，所屬隊伍由Team M轉移至Team N。4月，成立服飾品牌「Amiuu wink」（2020年12月結束營運）。此外，為了回應前述對「水潤嘟嘟染唇膏」的熱烈好評，她也在5月創立了彩妝品牌「B IDOL」。其中一項產品「光澤嘟唇膏」（つやぷるリップ）在1年內累計銷售突破150萬支，並榮獲@cosme美妝大賞2019下半年唇彩部門新人獎，展現出極高的人氣。7月，擔任保養品品牌「Jay Walker MoccHi SKIN」毛孔吸附保養系列的形象模特兒。
2020年8月16日，在24歳生日YouTube直播節目中宣布畢業。10月24日，於大阪城音樂廳舉行畢業演唱會「NMB48 吉田朱里畢業演唱會 〜再見粉色再見偶像〜」（NMB48 吉田朱里卒業コンサート 〜さよならピンクさよならアイドル〜）。11月18日發行的NMB48第24張單曲《戀愛之類的No Thank You!》，为吉田的毕业单曲，这是她首次擔任NMB48单曲的Center。11月30日，原定舉行畢業公演，因健康因素延期。12月21日，在NMB48劇場舉行畢業公演，正式從NMB48畢業。
2021年1月16日，開設官方粉絲俱樂部「AKARIN ROOM SHARE」。
2022年1月，擔任美體與保養品牌「PEACH JOHN BEAUTY」的形象代言人。5月30日，宣布擔任大阪觀光大使。7月，擔任內容社群平台Lemon8「美容教室」專案的形象大使。9月，擔任家用美容儀品牌YA-MAN子品牌mysé的品牌大使。
2023年8月16日，宣布移籍經紀公司至吉本興業。10月23日發行的《Ray》2023年12月號，自擔任約五年的雜誌專屬模特兒畢業。
2024年1月29日，發行個人寫真集《#peach》、《#rouge》。4月6日，宣布結婚。

## 人物

### NMB48相關
- 自我介紹詞为「一起來點燈吧！於大家的心中Yeah!!Yeah!!想在大家的心中點上A・KA・RI的吉田朱里」（あかりをつけましょみんなのハートにイェイ!!イェイ!!　みーんなのハートにあ・か・りを灯したい、アカリンこと吉田朱里です）[67]。
- 參加NMB48的機緣為「從小的時候開始、就是個會站在家人的錄影機鏡頭前認真的又唱又跳的小孩子了。由於以後想要成為女演員、於是為了更接近這個夢想、就開始了舞蹈以及歌唱的練習。後來經由舞蹈教室的朋友和親人告知『NMB48、不參加徵選麼？』、想說都說到這個份上了、不參加怎麼行呢！於是就以此為契機參加了徵選。
- 徵選時唱的歌曲是岡本真夜的《Tomorrow》[68]。
- NMB之中最要好的成員為松田栞[69]。
- 在NMB48裏推的成员是Team M的矢倉楓子 [70]。
- 憧憬的AKB48成員為Team K的板野友美。「一直以來都好憧憬她。不但很可愛、而且又很時髦！」[71]。

### 個人相關
- 個人認為自己的最大魅力點為：纖細修長的手指[71]。
- 非常喜歡卡通Suzy's Zoo、特別是裡面的角色Boof，每天都會和Boof的毛絨玩具一起睡覺[72]。
- 將來的夢想為：女演員。「想成為北川景子那樣子超棒的女演員！」[73]。
- 擁有一個比自己小3歲的妹妹。「雖然有時會吵架但是關係非常好喔♪」[74]。
- 上中學後因近視度數增加而配了一副眼鏡。順便一提、平常都是戴隱形眼鏡[75]。

## 音樂作品
標註「★」符號者表示該首歌曲有拍攝MV

### AKB48家族單曲CD
NMB48
|      | 發行日期       | 單曲名稱                | 參與歌曲名稱            | 名義     | 收錄於         | MV | 備註                        |
| ---- | -------------- | ----------------------- | ----------------------- | -------- | -------------- | -- | --------------------------- |
| 1st  | 2011年7月20日  | 絕滅黑髮少女            | 絕滅黑髮少女            |          | 全版本         | ★  | A面曲 初次進入選拔 出道作品 |
| 1st  | 2011年7月20日  | 絕滅黑髮少女            | 青春的單圈時間          |          | 除劇場盤       |    |                             |
| 1st  | 2011年7月20日  | 絕滅黑髮少女            | 久等了，新学期          | 红组     | Type-B         | ★  |                             |
| 1st  | 2011年7月20日  | 絕滅黑髮少女            | 三日月的背影            |          | 剧场盘         |    |                             |
| 4th  | 2012年5月9日   | 海岸邊最可愛的女孩！    | 海岸邊最可愛的女孩！    |          | 全版本         | ★  | A面曲                       |
| 4th  | 2012年5月9日   | 海岸邊最可愛的女孩！    | 如果我再大胆一点        | 红组     | Type-B         | ★  |                             |
| 5th  | 2012年8月8日   | Virginity               | Virginity               |          | 全版本         | ★  | A面曲                       |
| 5th  | 2012年8月8日   | Virginity               | 妄想女朋友              |          | 除劇場盤       |    |                             |
| 5th  | 2012年8月8日   | Virginity               | 其实并不存在            | 红组     | Type-B         | ★  |                             |
| 6th  | 2012年11月7日  | 北川謙二                | 北川謙二                |          | 全版本         | ★  | A面曲                       |
| 6th  | 2012年11月7日  | 北川謙二                | In-goal                 |          | 除劇場盤       |    |                             |
| 6th  | 2012年11月7日  | 北川謙二                | 星空的商队              | 白组     | Type-B         | ★  |                             |
| 7th  | 2013年6月19日  | 我們的發現              | 我們的發現              |          | 全版本         | ★  | A面曲                       |
| 7th  | 2013年6月19日  | 我們的發現              | 传不到的传达物          |          | 除劇場盤       |    |                             |
| 8th  | 2013年10月2日  | 大葱鸭们                | 大葱鸭们                |          | 全版本         | ★  | A面曲                       |
| 9th  | 2014年3月26日  | 高山上的苹果            | 高山上的苹果            |          | 全版本         | ★  | A面曲                       |
| 10th | 2014年11月5日  | 真不像我                | 真不像我                |          | 全版本         | ★  | A面曲                       |
| 10th | 2014年11月5日  | 真不像我                | 休战协定                | Team N   | Type-A         | ★  |                             |
| 11th | 2015年3月31日  | Don't look back!        | Don't look back!        |          | 全版本         | ★  | A面曲                       |
| 11th | 2015年3月31日  | Don't look back!        | 畢業旅行                |          | 全版本         |    |                             |
| 11th | 2015年3月31日  | Don't look back!        | 戀愛欺騙師              | Team N   | Type-A         | ★  |                             |
| 12th | 2015年7月15日  | 榴槤少年                | 榴槤少年                |          | 全版本         | ★  | A面曲                       |
| 12th | 2015年7月15日  | 榴槤少年                | 生命的中心              | Team N   | Type-A         | ★  |                             |
| 13th | 2015年10月7日  | Must be now             | 单恋不如回忆…           |          | 全版本         | ★  |                             |
| 13th | 2015年10月7日  | Must be now             | 梦想没有颜色的理由      | Team N   | Type-A         | ★  |                             |
| 14th | 2016年4月27日  | 轻咬少女                | 轻咬少女                |          | 全版本         | ★  | A面曲                       |
| 14th | 2016年4月27日  | 轻咬少女                | 无常物语                | Team N   | Type-A         | ★  |                             |
| 15th | 2016年8月3日   | 我不在                  | 我不在                  |          | 全版本         | ★  | A面曲                       |
| 15th | 2016年8月3日   | 我不在                  | 从天而降的恋爱          | Team N   | Type-A         | ★  |                             |
| 16th | 2016年12月28日 | 除我之外的人            | 除我之外的人            |          | 全版本         | ★  | A面曲                       |
| 16th | 2016年12月28日 | 除我之外的人            | 途中下车                |          | 全版本         | ★  |                             |
| 16th | 2016年12月28日 | 除我之外的人            | 恋爱是灾难              | Team M   | Type-B         | ★  |                             |
| 17th | 2017年12月27日 | 呵呵人类                | 呵呵人类                |          | 全版本         | ★  | A面曲                       |
| 17th | 2017年12月27日 | 呵呵人类                | 真正的自己之境界线      | Team M   | Type-B         | ★  |                             |
| 17th | 2017年12月27日 | 呵呵人类                | Which one               | Queentet | Type-D         | ★  | Center                      |
| 18th | 2018年4月4日   | 欲望者                  | 欲望者                  |          | 全版本         | ★  | A面曲                       |
| 18th | 2018年4月4日   | 欲望者                  | Thinking time           |          | 全版本         | ★  | 獨唱曲                      |
| 18th | 2018年4月4日   | 欲望者                  | 成語女孩                | Team M   | Type-B         | ★  |                             |
| 19th | 2018年10月17日 | 即使是我也會哭泣的啊    | 即使是我也會哭泣的啊    |          | 全版本         | ★  | A面曲                       |
| 19th | 2018年10月17日 | 即使是我也會哭泣的啊    | True Purpose            | Team M   | Type-B         | ★  |                             |
| 20th | 2019年2月20日  | 在壁龕上端坐的女生      | 在壁龕上端坐的女生      |          | 全版本         | ★  | A面曲                       |
| 20th | 2019年2月20日  | 在壁龕上端坐的女生      | 燒過的木樁              | Team N   | Type-A         | ★  |                             |
| 20th | 2019年2月20日  | 在壁龕上端坐的女生      | 粉色的世界              |          | Type-D         | ★  |                             |
| 20th | 2019年2月20日  | 在壁龕上端坐的女生      | 天真妄想                | Queentet | 全版本         |    |                             |
| 20th | 2019年2月20日  | 在壁龕上端坐的女生      | 第二道門                |          | 劇場盤         |    |                             |
| 21st | 2019年8月14日  | 回母校吧！              | 回母校吧！              |          | 全版本         | ★  | A面曲                       |
| 21st | 2019年8月14日  | 回母校吧！              | 但願你只屬於我          | Queentet | 全版本         | ★  |                             |
| 21st | 2019年8月14日  | 回母校吧！              | 積極女孩                | Team N   | Type-A         | ★  |                             |
| 22nd | 2019年11月7日  | 初戀至上主義            | 初戀至上主義            |          | 全版本         | ★  | A面曲                       |
| 22nd | 2019年11月7日  | 初戀至上主義            | 抱歉 我不能愛你         | Team N   | Type-A         |    |                             |
| 23rd | 2020年8月19日  | 因為因為因為            | 因為因為因為            |          | 全版本         | ★  | A面曲                       |
| 23rd | 2020年8月19日  | 因為因為因為            | 涯                      | Team N   | Type-A         |    | Center                      |
| 24th | 2020年11月28日 | 戀愛之類的No Thank You! | 戀愛之類的No Thank You! |          | 全版本         | ★  | A面曲 Center                |
| 24th | 2020年11月28日 | 戀愛之類的No Thank You! | I Love豬肉包            |          | 全版本         |    |                             |
| 24th | 2020年11月28日 | 戀愛之類的No Thank You! | Dancing High            | Team N   | Type-A         |    |                             |
| 24th | 2020年11月28日 | 戀愛之類的No Thank You! | 最喜歡的花              |          | 完全生產限定盤 | ★  | 畢業獨唱曲                  |

AKB48
|      | 發行日期       | 單曲名稱           | 參與歌曲名稱           | 名義            | 收錄於 | MV | 備註                        |
| ---- | -------------- | ------------------ | ---------------------- | --------------- | ------ | -- | --------------------------- |
| 27th | 2012年8月29日  | 格子花紋           | 那一天的風鈴           | Waiting Girls   | 劇場盤 |    |                             |
| 29th | 2012年12月5日  | 永遠的壓力         | HA!                    | NMB48           | Type-B | ★  |                             |
| 31th | 2012年12月5日  | 再見自由式         | 玫瑰的果实             | Under Girls     | 全版本 | ★  |                             |
| 32nd | 2013年8月21日  | 戀愛的幸運餅乾     | 猜想的橘子果醬         | Future Girls    | Type-K | ★  |                             |
| 34th | 2013年12月11日 | 倘若在梧桐樹什麼的 | 遇見你之後我變了       | NMB48           | Type-N | ★  |                             |
| 35th | 2014年2月26日  | 勇往直前           | 早看穿你的谎言         | Beauty Giraffes | Type-A | ★  |                             |
| 37th | 2014年8月27日  | 心意告示牌         | 直到口香糖没了味道为止 | Upcoming Girls  | Type-C | ★  |                             |
| 38th | 2014年11月26日 | 希望無限           | Ambulance              | 百合组          | Type-B | ★  |                             |
| 39th | 2015年3月4日   | Green Flash        | 朋克摇滚               | NMB48           | Type-N | ★  |                             |
| 41st | 2015年8月26日  | Halloween Night    | 婚紗送給你…            | Future Girls    | Type-A | ★  |                             |
| 43rd | 2016年3月9日   | 你就是旋律         | 紧抓不放的青春         | NMB48           | Type-B | ★  |                             |
| 45th | 2016年8月31日  | LOVE TRIP/分享幸福 | 2016年的Invitation     | Upcoming Girls  | Type-D | ★  |                             |
| 47th | 2017年3月15日  | Shoot Sign         | Shoot Sign             |                 | 全版本 | ★  | A面曲 首次进入AKB48單曲选拔 |
| 47th | 2017年3月15日  | Shoot Sign         | 午夜的逞强             | NMB48           | Type-B | ★  |                             |
| 48th | 2017年5月31日  | 空有願望           | 空有願望               |                 | 全版本 | ★  | A面曲                       |
| 48th | 2017年5月31日  | 空有願望           | 當時的五百圓硬幣       |                 | Type C | ★  |                             |
| 49th | 2017年8月30日  | #就是喜欢你        | #就是喜欢你            |                 | 全版本 | ★  | A面曲                       |
| 50th | 2017年11月22日 | 11月的腳鏈         | 11月的腳鏈             |                 | 全版本 | ★  | A面曲                       |
| 51st | 2018年3月14日  | Ja-Ba-Ja           | 犯蠢                   | NMB48           | Type-B | ★  |                             |
| 52nd | 2018年5月30日  | Teacher Teacher    | Teacher Teacher        |                 | 全版本 | ★  | A面曲                       |
| 53rd | 2018年9月19日  | 感傷列車           | 感傷列車               |                 | 全版本 | ★  | A面曲                       |
| 54th | 2018年11月28日 | NO WAY MAN         | 即使如此她依舊         | 大人選拔2018    | Type-B | ★  |                             |
| 55th | 2019年3月13日  | 回憶上心頭DAYS     | 回憶上心頭DAYS         |                 | 全版本 | ★  | A面曲                       |
| 56th | 2019年9月18日  | 持續愛你           | 持續愛你               |                 | 全版本 | ★  | A面曲                       |
| 57th | 2020年9月18日  | 感謝失戀           | 感謝失戀               |                 | 全版本 | ★  | A面曲                       |
| 57th | 2020年9月18日  | 感謝失戀           | 愛過的人               |                 | 劇場盤 |    |                             |

### AKB48家族專輯CD
NMB48
|     | 發行日期      | 專輯名稱                        | 參與歌曲名稱         | 名義          | 收錄於   | 備註 |
| --- | ------------- | ------------------------------- | -------------------- | ------------- | -------- | ---- |
| 1st | 2013年2月27日 | 尖端頂點之上！                  | 尖端頂點之上！       | NMB48全員參加 | 全版本   |      |
| 1st | 2013年2月27日 | 尖端頂點之上！                  | HA!（NMB48 Ver.）    |               | 除劇場盤 |      |
| 1st | 2013年2月27日 | 尖端頂點之上！                  | 12月31日             |               | 全版本   |      |
| 1st | 2013年2月27日 | 尖端頂點之上！                  | Lily                 | Team N        | Type-N   |      |
| 2nd | 2014年8月13日 | 世界的中心是大阪 ～難波自治區～ | 伊維薩女孩           |               | 全版本   |      |
| 2nd | 2014年8月13日 | 世界的中心是大阪 ～難波自治區～ | 別在意學生手冊的照片 |               | 全版本   |      |
| 2nd | 2014年8月13日 | 世界的中心是大阪 ～難波自治區～ | 下电车               | Team N        | Type N   |      |
| 3rd | 2017年8月2日  | 难波爱～现在、想到的事情～      | 竟然是新加坡         |               | 全版本   |      |
| 3rd | 2017年8月2日  | 难波爱～现在、想到的事情～      | 难波爱               |               | 全版本   |      |

AKB48
|     | 發行日期      | 專輯名稱                     | 參與歌曲名稱      | 名義                    | 收錄於 | 備註 |
| --- | ------------- | ---------------------------- | ----------------- | ----------------------- | ------ | ---- |
| 3rd | 2011年6月8日  | 就是在這裡                   | 就是在這裡        | AKB48+SKE48+SDN48+NMB48 | 全版本 |      |
| 4th | 2012年8月15日 | 1830m                        | 藍天 不會寂寞嗎？ | AKB48+SKE48+NMB48+HKT48 | 全版本 |      |
| 6th | 2015年1月21日 | 這裡是羅德斯島、在這裡跳吧！ | 我们的意识形态    |                         | Type-B |      |
| 9th | 2018年1月24日 | 那個黎明，我們都知道         | 天國的隱匿之處    |                         | Type-A |      |

### 劇場公演分組曲
| 公演名稱                           | 參與歌曲名稱       | 備註                    |
| ---------------------------------- | ------------------ | ----------------------- |
| 研究生時期                         |                    |                         |
| NMB48 1期生「為了誰」公演          | 用飞吻击落他！     |                         |
| NMB48 1期生「為了誰」公演          | 制服真礙事         |                         |
| 山本Team N時期                     |                    |                         |
| Team N 1st Stage「為了誰」         | 用飞吻击落他！     |                         |
| Team N 1st Stage「為了誰」         | 制服真礙事         |                         |
| Team N 2nd Stage「青春女孩」       | 禁忌的2人          |                         |
| Team N 1st Stage“为了谁”复活公演   | 用飞吻击落他！     |                         |
| Team N 3rd Stage「天使在這裡」公演 | 新的拖鞋           | 大组阁后继续出演        |
| Team N 3rd Stage「天使在這裡」公演 | 第一颗星星         | 大组阁后继续出演        |
| Team N 3rd Stage「天使在這裡」公演 | 即使100年前        | 大组阁后继续出演        |
| Team N 3rd Stage「天使在這裡」公演 | 无论多少次都要命中 | 大组阁后Team N 2nd unit |
| 川上Team M時期                     |                    |                         |
| Team M“偶像的黎明”公演             | 心爱的娜塔莎       | Center                  |

## 製作與監製

### 個人品牌
- 時裝品牌「Amiuu wink」（2019年4月－2020年12月）
- 彩妝品牌「B IDOL」（2019年5月－）
- 美瞳品牌「Melotte」（2022年2月－）[77]
- 飾品品牌「Anchelion」（2022年11月－）[78]

### NMB48劇場公演
- 「Will be idol」公演（2020年11月21日－2022年2月5日，NMB48 7期研究生）[79]

### 其他
- COSRX（Qoo10官方商店）× 吉田朱里 YouTube合作紀念盒（2022年5月27日）[80]

## 演出

### 電視劇
- 馬路須加學園5（2015年8月25日－10月27日，日本電視台、Hulu）：飾演 Red[81]
- 陪酒须加学园（2016年10月30日－2017年1月14日，日本電視台）：飾演 Red[82]
- 所以我化妝（2020年10月8日－11月12日，東京電視台）：飾演 山本織香[83]
- 我推成上司（2023年10月5日－12月21日，東京電視台）：飾演 佐伯智花[84]

### 電影
- NMB48 藝人!THE MOVIE 搞笑青春女孩（2013年8月1日）
- NMB48 艺人！THE MOVIE RETURNS 毕业！搞笑青春女孩们的新旅程（2014年7月25日）

### 广播节目
- NMB48的TEPPEN电台（日语：NMB48のTEPPENラジオ）（2014年4月2日－2020年11月14日，MBS电台）- 主要主持人[85]
- Music Bit（2021年5月10日－，FM大阪）- 週一助理主持人[86]
- 吉田朱里的MBS Young Town（2022年12月30日，MBS電台）[87]
- エルフ・吉田朱里のなあきいて♪（2024年3月31日，ABC電台）[88]

### 綜藝節目
- NMB48吉田朱里の「アイドルべっぴんさん計画」（2017年1月29日－2月26日，Kawaiian TV）- MC[89]
- 4chanTV（2021年3月30日－，毎日放送）- 週二固定班底[90]

### 音樂錄影帶
- Retriever with 山本彩 & 吉田朱里 music by tofubeats《バイトのち出会いときどき恋》（2018年，瑞可利、TOWNWORK）[91]

### 活動
- HAIR OF THE YEAR 3（2019年1月22日，惠比壽花園廣場）- 來賓[92]
- TOKYO GIRLS COLLECTION
  - 2019 SPRING/SUMMER（2019年3月30日，橫濱體育館）[93]
  - SDGs推進 TGC 靜岡 2020 by TOKYO GIRLS COLLECTION（2020年1月11日，Twin Messe 靜岡）[94]
  - 2020 SPRING/SUMMER（2020年2月29日，國立代代木競技場第一体育館]]）[95]
  - 2020 AUTUMN/WINTER ONLINE（2020年9月5日，網絡直播）[96]
  - 2021 SPRING/SUMMER（2021年2月28日，網絡直播）[97]
  - 2021 AUTUMN/WINTER（2021年9月4日，埼玉超級競技場）[98]
  - TGC KITAKYUSHU 2022 by TOKYO GIRLS COLLECTION（2022年11月19日，西日本綜合展示場新館）[99]
  - SDGs推進 TGC 靜岡 2023 by TOKYO GIRLS COLLECTION（2023年1月14日，Twin Messe 靜岡）[100]
  - oomiya presents TGC WAKAYAMA 2023 by TOKYO GIRLS COLLECTION（2023年2月11日，和歌山大鯨）[101]
  - oomiya presents TGC WAKAYAMA 2024 by TOKYO GIRLS COLLECTION（2024年2月3日，和歌山大鯨）[102]
- KANSAI COLLECTION（大阪巨蛋）
  - 2016 SPRING&SUMMER（2016年2月28日）[103]
  - 2017 AUTUMN&WINTER（2017年8月30日）[104]
  - 2018 AUTUMN&WINTER（2018年8月29日）[105]
  - 2019 AUTUMN&WINTER（2019年8月27日）[106]
  - 2020 SPRING&SUMMER（2020年3月1日）[107]
  - 2021 SPRING&SUMMER（2021年3月7日）[108]
  - 2022 SPRING&SUMMER（2022年3月5日）[109]
  - 2024 SPRING&SUMMER（2024年3月20日）[110]
  - KANSAI COLLECTION 2024 AUTUMN＆WINTER（2024年8月1日）[111]
- SAPPORO COLLECTION
  - 2021 ONLINE WINTER Editon（2021年11月9日，網絡直播）[112]
  - 2022 AUTUMN/WINTER（2022年10月29日，北海道立綜合體育中心）[113]
  - 2023 SPRING/SUMMER（2023年5月7日，札幌會議中心）[114]
- Musee Platinum Presents OKINAWA COLLECTION 2024（2024年6月15日，沖繩體育館）[115]

## 书籍

### 化妆书籍
- NMB48 吉田朱里 美妝寫真書 IDOL MAKE BIBLE@Akarin（NMB48 吉田朱里ビューティーフォトブック IDOL MAKE BIBLE@アカリン；2017年7月18日，主妇之友社（日语：主婦の友社））ISBN 978-4074241484[116]
- NMB48 吉田朱里 美妝寫真書 IDOL MAKE BIBLE@Akarin2（NMB48 吉田朱里 ビューティーフォトブック IDOL MAKE BIBLE @ アカリン2；2018年3月2日，主婦之友社）ISBN 978-4074283996
- NMB48 吉田朱里 監製・附潤澤水嫩染唇膏的 IDOL MAKE BIBLE@Akarin（NMB48 吉田朱里 プロデュース うるぷるティントリップつきIDOL MAKE BIBLE@アカリン；2018年12月3日，主婦之友社）ISBN 978-4074361922
- NMB48 吉田朱里 監製・附閃亮雙重臥蠶筆的 IDOL MAKE BIBLE@Akarin（NMB48 吉田朱里 プロデュース キラキラW涙袋メーカーつき IDOL MAKE BIBLE@アカリン；2018年12月28日，主婦之友社）ISBN 978-4074369966
- NMB48 吉田朱里 監製・附多功能大型彩妝包的 IDOL MAKE BIBLE@Akarin（NMB48 吉田朱里 プロデュース オールインワンBIGメイクポーチつきIDOL MAKE BIBLE@アカリン；2019年2月2日，主婦之友社）ISBN 978-4074370047
- NMB48 IDOL 吉田朱里 監製・附瀏海定型睫毛膏的 IDOL MAKE BIBLE@Akarin（NMB48 IDOL NMB48吉田朱里プロデュース 前髪キープマスカラ；2020年1月31日，主婦之友社）ISBN 978-4074415144

### 寫真集
- 首本個人寫真集・兩冊同時發售（主婦之友社）
  - #peach（2024年1月29日，DONUTS）ISBN 978-4073468103[117]
  - #rouge（2024年1月29日，Imagica Infos）ISBN 978-4074517541[118]

### 隨筆
- 當了10年偶像後我明白了──以「我是主角」的心態活下去的方法（アイドル10年やってわかった”わたしが主人公”として生き抜く方法；2020年12月09日，主婦之友社）ISBN 978-4074457205

### 杂志连载
- 周刊朝日艺能（2013年3月30日－，德間書店）- 专栏“难波的女孩们”
- Ray（2018年1月16日－2023年10月23日，主妇之友社（日语：主婦の友社））- 専属模特儿[31]
- Mac Fan（2018年5月29日－，Mynavi BOOKS）-「Akarin的Digital Make Up!」連載[119]

### 網絡連載
- VoCE（2020年9月27日－，講談社）-「吉田明里的戀愛腦妝容」連載[120]

### 關連書籍
- Ray 特別編輯 可愛女孩的時尚髮型目錄 2017-18 秋冬版（Ray 特別編集 可愛いコがしているおしゃれヘアカタログ 2017-18 Autumn&Winter；2017年8月22日，主婦之友社）- 收錄「NMB48吉田朱里如果是女大學生的話……」單元ASIN B07569FY82
- Ray 特別編輯 可愛女孩的時尚髮型目錄 2018-2019 秋冬版（Ray 特別編集 可愛いコがしているおしゃれヘアカタログ 2018-2019 Autumn&Winter；2018年8月30日，主婦之友社）- 封面模特ASIN B07H3HJ67Y

## 獎項
| 年份   | 大賞名稱                            | 獎項                    |
| ------ | ----------------------------------- | ----------------------- |
| 2017年 | 第6回最佳美容师赏                   | 创作家赏                |
| 2018年 | 第2回 HAIR OF THE YEAR 2 - 艺人部門 | 審査員特別賞（SNS美人） |

## 外部連結
- （日語）吉田朱里官方網站（2021年1月16日－2024年10月31日）
- （日語）Showtitle個人介紹頁 （页面存档备份，存于）
- （日語）NMB48個人介紹頁
- （日語）NMB48官方部落格「吉田朱里」 （2010年12月18日－2018年3月31日）
- （日語）吉田朱里的X（前Twitter）（2014年10月16日－）
- （日語）吉田朱里的Instagram帳戶
- （日語）吉田朱里的Threads
- （日語）YouTube上的YoshidaAkari頻道（2016年2月2日－）
- （日語）YouTube上的アカリン家 （あかりんち）頻道（2018年2月14日－）
- （日語）YouTube上的アカリンの男子力動画頻道（2021年3月17日－）
- （日語）吉田朱里的TikTok
- 吉田朱里_YoshidaAkari的新浪微博
- （日語）吉田朱里 -  Bubble Japan（2024年10月1日－）
- （日語）吉田朱里 官方755 （页面存档备份，存于）
- （日語）吉田朱里在Vine的頁面 （页面存档备份，存于）

個人品牌相關
- （日語）B IDOL （页面存档备份，存于）
- （日語）Amiuu wink（2020年12月結束營運）
- （日語）Anchelion
- （日語）Melotte